# ناحیه زیبای طبیعی برجسته

ناحیه زیبایی طبیعی برجسته در انگلستان، ولز، و ایرلند شمالی

ناحیهٔ زیبای طبیعی برجسته (به انگلیسی: Area of Outstanding Natural Beauty (AONB)) (ویلزی: Ardal o Harddwch Naturiol Eithriadol (AHNE))، ناحیه‌ای از حومه شهر در انگلستان، ولز و ایرلند شمالی است که به دلیل ارزش چشم‌انداز برجسته‌ای که دارد، برای حفاظت تعیین شده‌است. مناطق با توجه به اهمیت ملی آنها توسط نهاد عمومی مربوطه تعیین می‌شوند: انگلستان طبیعی، منابع طبیعی ولز و آژانس محیط زیست ایرلند شمالی. به جای AONB، اسکاتلند از نام منطقه چشم‌انداز ملی مشابه (NSA) استفاده می‌کند. مناطق با زیبایی طبیعی برجسته از سطح حفاظت در برابر توسعه مشابه پارک‌های ملی بریتانیا برخوردار هستند، اما برخلاف پارک‌های ملی، نهادهای مسئول قدرت برنامه‌ریزی خود را ندارند. آنها همچنین از نظر فرصت‌های محدودتر برای تفرج گسترده در فضای باز با پارک‌های ملی متفاوت هستند.

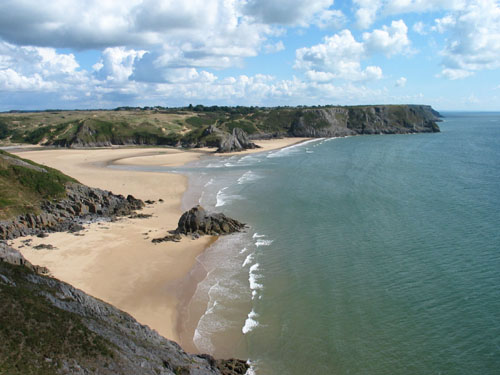
نمایی از خلیج Three Cliffs در Gower AONB، نخستین جایی که تعیین شده‌است